# フリードル・オリヴィエー
フリードル・オリヴィエー（Friedle Olivier, 1992年5月27日 - ）は、ジャパンラグビーリーグワンの三菱重工相模原ダイナボアーズに所属している、南アフリカ共和国出身のラグビーユニオン選手。

## 経歴
2010年、U18ファルコンズとして、初めてU18州代表に選出された。
高校卒業後はファルコンズのユースチームに加わり、2011年U19州選手権にU19ファルコンズとして出場した。2012年には、U21州選手権でU21ファルコンズとして出場。
2013年、ファルコンズのシニアチームに選ばれ、ボーダコムカップ（Vodacom Cup）でシニアデビュー。2015年にはカリーカップ1部リーグへの出場を果たす。ファルコンズでの7年間で、88試合出場し、33トライを記録した。
2020年、ロシアのラグビークラブであるエニセイSTMに移籍。2シーズンの在籍中、30試合に出場し、23トライを記録した。
2022年、南アフリカ共和国のチーターズに移籍。2023年にはフリーステイト・チーターズとして出場したカリーカップで優勝。
2025年3月26日、ジャパンラグビーリーグワンの三菱重工相模原ダイナボアーズへの加入を発表した。同月29日に行われたJAPAN RUGBY LEAGUE ONE第13節交流戦スピアーズ船橋・東京ベイ戦にて先発出場でリーグワン公式戦初出場を果たした。